# Hồ Lanao
Hồ Lanao (tiếng Maranao: Ranao hay Ranaw) là một hồ cổ đại
lớn tại Philippines, nằm trong tỉnh Lanao del Sur trên đảo Mindanao. Với diện tích bề mặt 340 km2 (130 dặm vuông Anh), đây là hồ rộng nhất Mindanao, hồ rộng thứ nhì Philippines và là một trong mười lăm hồ cổ đại trên thế giới.

## Đặc điểm
Hồ có độ sâu tốt đa 122 m (400 ft), độ sâu trung bình 60,3 m (198 ft). Nước nông nhất ở mé bắc và sâu dần về phía nam.
Hồ Lanao được bốn con sông tiếp nước. Nguồn thoát nước duy nhất là sông Agus chảy về phía tây bắc đổ vô vịnh Iligan qua hai dòng, một qua thác Maria Cristina, một qua thác Tinago. Đập thủy điện đặt trên hồ Lanao và sông Agus tạo ra 70% lượng điện năng mà dân Mindanao dùng.
Hồ nước gắn với nhiều truyền thuyết và thần thoại của người Maranao. Từ Maranao bắt nguồn từ tên hồ, có nghĩa là "người sống quanh hồ [Lanao]".

## Đa dạng sinh học
Hồ Lanao từng là nơi sinh sống của 18 loài cá họ Cyprinidae đặc hữu, chủ yếu trong chi Barbodes. Đây còn là nơi trú ngụ cho chim nước. Một nghiên cứu 1992 chỉ tìm ra ba loài cá đặc hữu, còn cuộc nghiên cứu 2008 chỉ tìm thấy hai (Barbodes lindog và B. tumba). Đánh bắt quá mức, ô nhiễm và sự cạnh tranh với loài du nhập đã gây ra sự tuyệt chủng của các loài kia. Tháng 10, 2006, nghiên cứu của đại học nhà nước Mindanao cho thấy sự ô nhiễm tảo nghiêm trọng trong hồ Lanao.
18 loài cá đặc hữu hồ Lanao:
- Barbodes amarus Herre (pait; dipura)
- Barbodes baoulan Herre ** (baolan)
- Barbodes binotatus Valenciennes (Pait sah Gandamatu)
- Barbodes clemensi Herre (bagangan)
- Barbodes disa Herre ** (Diza)
- Barbodes flavifuscus Herre (tumba)
- Barbodes katolo Herre (katolo)
- Barbodes lanaoensis Herre (kundur)
- Barbodes lindog Herre ** (lindog)
- Barbodes manalak Herre ** (manalak)
- Barbodes pachycheilus Herre (Bongkaong)
- Barbodes palaemophagus Herre (bitungu)
- Barbodes palata Herre ** (palata)
- Barbodes resimus Herre * (bagangan sa erungan)
- Barbodes sirang Herre sirang; (Tumaginting)
- Barbodes tras Herre (tras)
- Barbodes truncatulus Herre (bitungu)
- Barbodes tumba Regan (tumba)

Ghi chú:

* — loài bản địa to nhất hồ Lanao

** — loài có giá trị kinh tế